# Howard (Georgia)
Howard es un lugar designado por el censo ubicado en el condado de Taylor en el estado estadounidense de Georgia. En el año 2010 tenía una población de 110 habitantes.

## Geografía
Howard se encuentra ubicado en las coordenadas 32°35′44″N 84°23′3″O / 32.59556, -84.38417.